# Australoxenella peckorum
Australoxenella peckorum är en skalbaggsart som beskrevs av Ross Storey och Henry Fuller Howden 1996. Australoxenella peckorum ingår i släktet Australoxenella och familjen Aphodiidae. Inga underarter finns listade.